# Ittigehalli, Bhadravati
Ittigehalli là một làng thuộc tehsil Bhadravati, huyện Shimoga, bang Karnataka, Ấn Độ.